# Lista de episódios de How to Rock
Segue abaixo uma lista de episódios da série de TV da Nickelodeon How to Rock. A série é estrelada por Cymphonique Miller no papel de Kacey Simon, uma adolescente de 16 anos que vê sua popularidade caída quando começa a usar óculos e aparelho nos dentes. A série foi lançada em 4 de Fevereiro de 2012, atraindo 3.3 espectadores em sua estreia. 

## Lista de Episódios
- Esta série consiste em 26[2] episódios.

| #S | #T    | Título                                                                              | Diretor (es)          | Roteirista (as)                        | Datas originais de exibição                   | Código de Produção | Audiência nos Estados Unidos (em milhões) |
| --- | ----- | ----------------------------------------------------------------------------------- | --------------------- | -------------------------------------- | --------------------------------------------- | ------------------ | ----------------------------------------- |
| 1 | 1     | "Como Arrasar com Óculos e Aparelho" How to Rock Braces and Glasses"                | Eric Dean Seaton      | Jim O'Doherty                          | 4 de fevereiro de 2012 13 de janeiro de 2014  | 101                | 3,3                                       |
| Depois de usar aparelho e óculos, Kacey Simon cai do grupo popular. Ela forja amizades improváveis com os membros da banda de Gravidade 5 com Stevie, Zander, Kevin e Nelson. Como vocalista, Kacey leva Gravidade 5 do sucesso musical a novas alturas enquanto acender uma rivalidade musical com Os Perfs apresentando seus antigos melhores amigos e colegas artistas, Molly e Grace. Participações especiais: Kirk Fox como o Sr. March, Jacob Houston como Andy Bartlet e Smith Algee como Spencer Haynes. Nota: Houve uma liberação antecipada do episódio publicado no iTunes gratuitamente. Canções apresentadas: "Only You Can Be You" e "Rules for Being Popular" |       |                                                                                     |                       |                                        |                                               |                    |                                           |
| 2 | 2     | "Como Arrasar na Aposta Suja" How to Rock a Messy Bet"                              | Roger S. Christiansen | Nina Bargiel                           | 4 de fevereiro de 2012 14 de janeiro de 2014  | 105                | 3,2                                       |
| A banda Gravidade 5 começa uma aposta que desafia cada um deles a desistir de seu hábito favorito e a última pessoa que conseguir começa a observar os outros limpar. Kacey pensa desistir de seu telefone vai ser um pedaço de bolo, mas logo descobre sua paixão, Tony, acaba de deixar-lhe uma mensagem de texto. Canções apresentadas: "Go With Gravity" |       |                                                                                     |                       |                                        |                                               |                    |                                           |
| 3 | 3     | "Como Arrasar na Lista de Convidados" How to Rock a Guest List"                     | Rich Correll          | Bill Martin & Mike Schiff              | 11 de fevereiro de 2012 15 de janeiro de 2014 | 106                | 2,9                                       |
| Quando Justin Cole, o cara mais popular da escola, tem nas suas mãos os convites para sua festa, a maior festa do ano. Kacey se levanta para Gravidade 5 serem convidados também. Mas agora, ela sente a pressão para se certificar que se encaixa com as crianças legais. Lançamento em ação, Kacey seus companheiros de banda vão ser legais, mas depois descobre que seus amigos pedem para mudar, pois é a abordagem errada. Canção apresentada: "Hey Now" |       |                                                                                     |                       |                                        |                                               |                    |                                           |
| 4 | 4     | "Como Arrasar a Estátua" How to Rock a Statue"                                      | Rich Correll          | Erica Spates & Sam Littenberg-Weisberg | 18 de fevereiro de 2012 16 de janeiro de 2014 | 107                | 2,6                                       |
| Após Zander esculpir uma estátua de Kacey e entrá-la no concurso de arte, Kacey decide que precisa de um "Kacey makeover" e, acidentalmente, quebra o nariz. Ela não quer deixar Zander chateado, então ela decide pintar-se de prata e substitui a estátua quebrada com ela mesma. Quando Zander tenta mover a estátua e cócegas Kacey e ele descobre que ela quebrou a estátua. |       |                                                                                     |                       |                                        |                                               |                    |                                           |
| 5 | 5     | "Como Arrasar no Clipe Musical" How to Rock a Music Video"                          | Roger S. Christiansen | Yamara Taylor & Lena D. Waithe         | 25 de fevereiro de 2012 20 de janeiro de 2014 | 104                | 3,1                                       |
| Após vídeo de música da As Perfs de música vira febre na internet, eles dispararam para a fama (com uma linha de merchandising na escola), Kacey promove encontros com o Gravidade 5 para fazer um vídeo deles pôr para fora As Perfs. No entanto, a teimosa e mandona Kacey, atinge novas alturas e provoca um racha na Gravidade 5. Canção apresentada: "Good Life" e "Rules for Being Popular" |       |                                                                                     |                       |                                        |                                               |                    |                                           |
| 6 | 6     | "Como Arrasar na Eleição" How to Rock an Election"                                  | Adam Weissman         | Bill Martin & Mike Schiff              | 3 de março de 2012 21 de janeiro de 2014      | 114                | 3,2                                       |
| Kacey está correndo contra Molly para presidente da classe, e as pesquisas mostram que a raça está muito próximo. A fim de captar o voto nerd, Kacey convence Kevin para correr e depois cair fora no último minuto, dando a seus partidários para ela. Kacey está tão confiante neste plano está indo para o trabalho que ela já está planejando a festa da vitória e prometeu que ela vai receber a banda Big Time Rush vir cantar. Mas algo acontece com Kevin quando ele fica um gostinho da popularidade, e a corrida é na verdade entre Kacey, Molly e Kevin agora. Kacey percebe que sua amizade é mais importante do que ganhar, ela puxa até apoiar Kevin e ainda vem através de sua promessa de trazer BTR para sua escola. Participação especial: Big Time Rush como eles mesmos. Nota: É a segunda vez que Cymphonique Miller e a banda Big Time Rush gravam juntos. Ela já havia trabalhado com eles no episódio "Big Time Group Girl", da 2.ª temporada da sitcom Big Time Rush. Canção Apresentada: "Music Sounds Better with U" (por Big Time Rush). |       |                                                                                     |                       |                                        |                                               |                    |                                           |
| 7 | 7     | "Como Arrasar no Jornal da Escola" How to Rock a Newcast"                           | David DeLuise         | Bill Martin & Mike Schiff              | 17 de março de 2012 22 de janeiro de 2014     | 112                | 1,5                                       |
| A galera é responsável pela transmissão de notícias da escola e tanto Kacey e Molly estão disputando para ser Chefe Reporter. Como o produtor, Stevie começa a escolher e pega Molly porque ela é geralmente mais grave. Kacey se sente menosprezada e prepara-se para provar que ela pode fazer um trabalho melhor. Stevie decide que vai deixá-las competir, mas quando um contundente arquivo de um relatório de Molly sobre o teor de cloro na piscina da escola, Kacey não consegue encontrar uma história grande o bastante para igualá-la. Desesperada para vencer Molly, Kacey vai viver uma história baseada em boatos e envia todos na escola a entrar em pânico. Canções apresentadas: "You Want News, Babe" and "Today's School News" |       |                                                                                     |                       |                                        |                                               |                    |                                           |
| 8 | 8     | "Como Arrasar na Pegadinha" How to Rock a Prank"                                    | Eric Dean Seaton      | Lena D. Waithe & Yamara Taylor         | 24 de março de 2012 23 de janeiro de 2014     | 108                | 2,4                                       |
| Molly humilha Kacey na frente do menino que ela gosta, por isso sua banda puxa uma brincadeira de vingança, mas não se saem como planejado. |       |                                                                                     |                       |                                        |                                               |                    |                                           |
| 9 | 9     | "Como Arrasar como Agente Secreto" How to Rock a Secret Agent"                      | Eric Dean Seaton      | David Sacks                            | 31 de março de 2012 27 de janeiro de 2014     | 103                | 4,4                                       |
| Kacey está determinado a ofuscar Molly na escola de dança. Ela envia secretamente Stevie para descobrir o que Molly vai usar, mas quando Stevie percebe que ela está sendo usada, ela surge com um plano próprio. Enquanto isso, os meninos têm uma aposta, mas quem não conseguir um encontro para a dança tem que usar um vestido para ela. Após, Zander desliza e dá em cima de uma menina. Kacey vai ao baile com Nelson para fazer Zander usar um vestido. Stevie remonta à Gravidade 5, e Grace é novamente o Perf segundo. Na dança acontece que Stevie havia planejado ter Kacey e Molly usar o mesmo vestido, que funciona. Infelizmente, Zander também está usando o mesmo vestido. Canção apresentada: ""Move With the Crowd"" |       |                                                                                     |                       |                                        |                                               |                    |                                           |
| 10 | 10    | "Como Arrasar na Mesa de Almoço" How to Rock a Lunch Table"                         | Eric Dean Seaton      | Steven James Meyer                     | 7 de abril de 2012 28 de janeiro de 2014      | 102                | 2,5                                       |
| Kacey sente saudades sentada à sua mesa de almoço e vai parar em nada voltar para As Perfs. Enquanto isso, Kevin e Nelson lideram um protesto contra as merendeiras, que giram todos seus alimentos favoritos em guisados brutas. Canção apresentada: Go With Gravity |       |                                                                                     |                       |                                        |                                               |                    |                                           |
| 11 | 11    | "Como Arrasar na Festa de Aniversário" How to Rock a Birthday Party"                | Eric Dean Seaton      | Steven James Meyer                     | 14 de abril de 2012 29 de janeiro de 2014     | 111                | 2,6                                       |
| Kacey e Nelson têm de partilhar uma festa de aniversário, mas Kacey assume o controle do planejamento, em parte, e não quer a entrada de Nelson. Canções apresentadas: "Last 1 Standing" |       |                                                                                     |                       |                                        |                                               |                    |                                           |
| 12 | 12    | "Como Arrasar no Emprego" How to Rock a Part-Time Job"                              | Eric Dean Seaton      | David Sacks                            | 21 de abril de 2012 30 de janeiro de 2014     | 109                | 2,1                                       |
| Kacey tem que pagar a sua mãe pela conta do seu celular e Stevie consegue um emprego de tempo parcial para ela no Danny Mango. Mas tudo piora quando Molly e Grace tentam zoar ela, mas Kacey perde o controle e o emprego de Stevie. Ainda Nelson e Kevin disputam quem vende mais panfletos no shopping. E Zander tenta levantar dinheiro cantando no shopping. Canções apresentadas: "Last 1 Standing" |       |                                                                                     |                       |                                        |                                               |                    |                                           |
| 13 | 13    | "Como Arrasar no Halloween" How to Rock Halloween"                                  | Nina Bargiel          | Rich Correll                           | 28 de abril de 2012 2014                      | 116                | 2,2                                       |
| Halloween chegou e Kacey está dividido entre ir para Doces ou Travessuras com a Gravidade 5 ou ir a uma festa das Perfs. Depois de cochilar, Kacey acaba em um sonho onde as Perfs transformaram-se em vampiros, Gravidade 5 se transforma em lobisomem e Kacey é "a escolhida". Os dois grupos começam a competir pela fidelidade Kacey e agora ela deve escolher qual a identidade é dela. Canções apresentadas: "War on the Dance Floor" |       |                                                                                     |                       |                                        |                                               |                    |                                           |
| 14 | 14    | "Como Arrasar no Time de Basquete" How to Rock a Basketball Team"                   | Adam Weissman         | Nina Bargiel                           | 5 de maio de 2012 2014                        | 113                | 2,0                                       |
| Quando todo adolescente na escola é obrigado a participar de uma equipe esportiva, Kacey relutantemente une-se Stevie a equipe de basquete, só para descobrir que ela é muito boa. Mas o esforço de Kacey para ganhar coloca a amizade deles à prova! Enquanto isso, Nelson cria uma máquina de lanches para ele, Kevin e Zander. Quando os caras acidentalmente definem em velocidade máxima, Nelson e os caras são obrigados a destruí-lo. Canção Apresentada: "How You Do It" |       |                                                                                     |                       |                                        |                                               |                    |                                           |
| 15 | 15    | "Como Arrasar na Canção de Amor" How to Rock a Love Song"                           | Sean Lambert          | Dan Schneider & David Sacks            | 30 de junho de 2012 2014                      | 115                | 2,8                                       |
| Zander fica muito sigiloso sobre uma canção de amor que ele está escrevendo, então Kacey e Stevie espiam suas letras e tiram conclusões sobre quem o inspirou a escrever a canção. Canção apresentada: "Lady" |       |                                                                                     |                       |                                        |                                               |                    |                                           |
| 16–17 | 16–17 | "Como Arrasar em uma Grande Chance" How to Rock Cee Lo"                             | Eric Dean Seaton      | David M. Israel                        | 18 de agosto de 2012 2014                     | 123-124            | 2,1                                       |
| As Perfs são as primeiras da fila de um show de Cee Lo, e Gravity 5 não podem conseguir ingressos. Mascarado como funcionários de arena, Gravity 5 foge para o concerto através do caminho de volta, mas quando a segurança pega, eles têm que correr por suas vidas. Cee Lo Green decide que quer a Gravity 5 na turnê com ele. Mas há um mal-entendido - a estrela só quer Kacey. Gravity 5 ficam felizes por Kacey, mas a Batalha das Bandas está se aproximando e agora eles não têm cantora. Canções apresentadas: "Rules for Being Popular", "All About Tonight" and "Crazy" Nota: - Este é o primeiro especial de uma hora de série. |       |                                                                                     |                       |                                        |                                               |                    |                                           |
| 18 | 18    | "Como Arrasar no Telegrama Cantado" How to Rock a Singing Telegram"                 | Adam Weissman         | David Sacks                            | 22 de setembro de 2012 2014                   | 125                | 2,0                                       |
| Stevie está muito tímida para pedir a sua paixão da a escola para o baile de dança, então Kacey pede para ela através de um telegrama musical e recebe uma resposta inesperada. Zander, Kevin e Nelson estão atribuídos todos os telegramas que descontroladamente saem pela culatra. Canções apresentadas: "Rock With Me" |       |                                                                                     |                       |                                        |                                               |                    |                                           |
| 19 | 19    | "Como Arrasar no Anuário Escolar" How to Rock a Yearbook"                           | Roger S. Christiansen | David Sacks                            | 29 de setembro de 2012 2014                   | 118                | 1,9                                       |
| Gravity 5 tentam obter a sua própria página de anuário escolar, assim como os Perfs. Os Perfs, é claro, são dois passos que se seguem. Você também vai saber por que Zander é tão sigilosa sobre anuário do ano passado, a partir de sua antiga escola, e por Stevie e Kevin vai parar em nada para descobrir o segredo. Enquanto isso, os Perfs obter lotes de mais pessoas para se juntar a Grvity 5, bem antes de seu desempenho. Canções apresentadas: "Just Do Me" |       |                                                                                     |                       |                                        |                                               |                    |                                           |
| 20 | 20    | "Como Arrasar como a Sensação Do Ensino Médio" How to Rock a High School Sensation" | Sheldon Epps          | Nina Bargiel                           | 13 de outubro de 2012 2014                    | 119                | 2,0                                       |
| Gravity 5 e a equipe Perfs fazem uma fita de audição para o programa de televisão "Sensation High School." O grupo todo é esmagado quando Kevin se esquece de mandar sua fita, então ele rastreia o apresentador do programa (Romeo Miller) para corrigir o seu erro. Canções apresentadas: "Me, Myself and I" |       |                                                                                     |                       |                                        |                                               |                    |                                           |
| 21 | 21    | "Como Arrasar em Uma Boa Ação" How to Rock a Good Deed"                             | David DeLuise         | Bill Martin & Mike Schiff              | 20 de outubro de 2012 2014                    | 120                | 2,1                                       |
| Kacey não está feliz que o projeto dos Perfs está recebendo mais atenção do que o projeto do Gravity 5, de modo que ela usa uma lesão no pé para receber atenção especial. Quando seus amigos descobrirem, tramam uma vingança. Canções apresentadas: "Just Do Me" |       |                                                                                     |                       |                                        |                                               |                    |                                           |
| 22 | 22    | "Como Arrasar no Acampamento" How to Rock Camping"                                  | Shannon Flynn         | Erica Spates & Sam Littenberg-Weisberg | 27 de outubro de 2012 2014                    | 121                | 1,7                                       |
| Em um acampamento escolar, Gravity 5 e os Perfs tem de agir como prisioneiros para obter uma nota de aprovação. Em estado selvagem, não é Kacey ou Molly, mas Grace, que tem as habilidades para conduzir, e suas habilidades de liderança para fazer o teste. Canções apresentadas: "Only You Can Be You (Acoustic)" |       |                                                                                     |                       |                                        |                                               |                    |                                           |
| 23 | 23    | "Como Arrasar Sendo Vítimas da Moda" How to Rock a Fashion Victim"                  | Sean Lambert          | Bill Martin & Mike Schiff              | 3 de novembro de 2012 2014                    | 122                | 1,9                                       |
| Kacey está acostumada a ser melhor em tudo, mas quando tem que projetar sua própria linha de roupas como parte de uma competição para ganhar um estágio com um designer famoso, ela não vence a competição tanto quanto ela esperava. Enquanto isso, Kevin abre um bistrô móvel na hora do almoço com Nelson e Zander após comerem almoços desagradáveis da escola. |       |                                                                                     |                       |                                        |                                               |                    |                                           |
| 24 | 24    | "Como Arrasar no Uniforme" How to Rock a Uniform"                                   | Shannon Flynn         | Bill Martin & Mike Schiff              | 10 de novembro de 2012 2014                   | 117                | 1,8                                       |
| O diretor (Greg Grunberg) impõe uma política de uniforme escolar novo, em resposta, Kacey entra em rivalidade com Molly de forma intensa, e as meninas devem unir esforços para conseguir derrubá-lo. |       |                                                                                     |                       |                                        |                                               |                    |                                           |
| 25 | 25    | "'Como Arrasar com Uma Bola De Tênis" How to Rock a Tennis Ball"                    | Sheldon Epps          | David Sacks                            | 1 de dezembro de 2012 2014                    | 126                | 1,6                                       |
| Kacey deve cuidar da bola de tênis do Sr. March. |       |                                                                                     |                       |                                        |                                               |                    |                                           |
| 26 | 26    | "Como Arrasar No Natal" How to Rock Christmas"                                      | Neal Israel           | Erica Spates & Sam Littenberg-Weisberg | 8 de dezembro de 2012 dezembro de 2014        | 110                | 1,6                                       |
| Nelson e Kevin conseguem um emprego onde eles tem que se vestirem de elfos e tirar fotos de crianças com o Papai Noel. Gravity 5 ficam presos em Danny Mango durante o feriado de Natal. Eles tentam fugir rastejando através das aberturas para sair e eles acabam em uma loja de departamento. As coisas ficam piores quando eles descobrem que as Perfs estão lá também. Notas: - Esse é o episódio final da temporada. Canções apresentadas: "Deck the Halls" |       |                                                                                     |                       |                                        |                                               |                    |                                           |